# Sistema Brasileiro de Televisão
Сісте́ма Бразіле́йру джі Телевіза́у (порт. Sistema Brasileiro de Televisão, SBT) — бразильська телекомпанія, заснована 19 серпня 1981 року, штаб-квартира якої знаходиться в Сан-Паулу.
Третя за популярністю телевізійна мережа в Бразилії та 25-та найбільша телевізійна мережа у світі — за рейтингом 2012 року